# Rottingdean

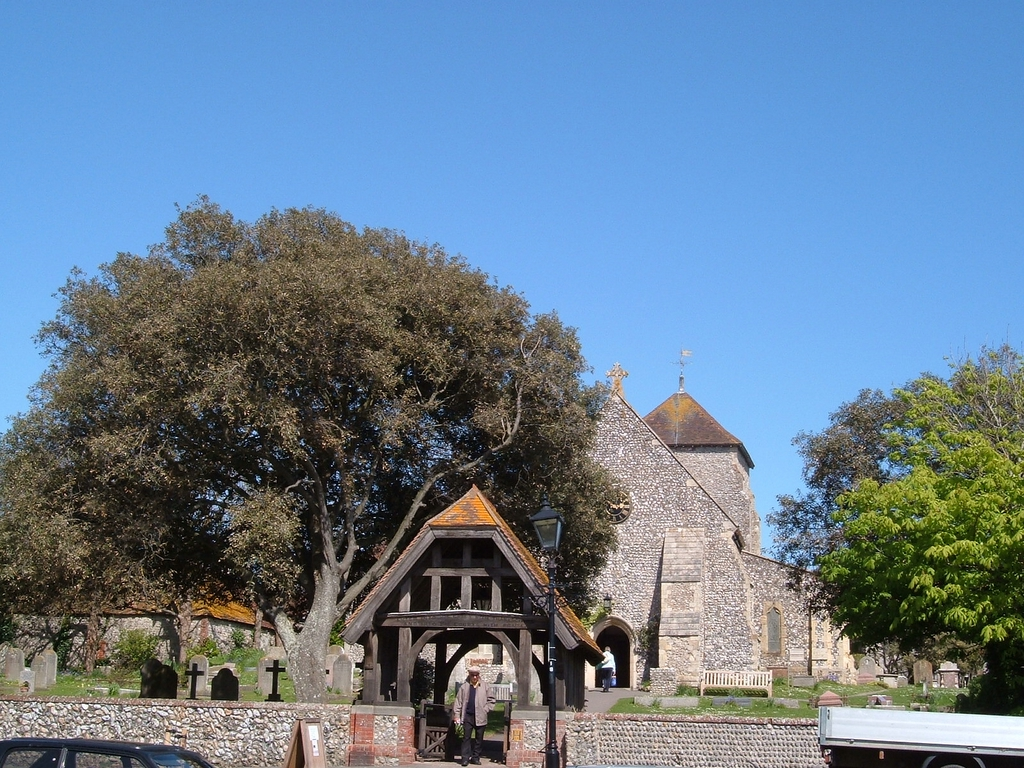
A igreja de Rottingdean

Rottingdean é um vilarejo litorâneo, localizado perto da cidade de Brighton, em East Sussex, na costa sul da Inglaterra.